# Taibus Qi
Taibus Qi (chorągiew Taibus; chiń. 太仆寺旗; pinyin: Tàipúsì Qí) – chorągiew w północnych Chinach, w regionie autonomicznym Mongolia Wewnętrzna, w związku Xilin Gol. W 1999 roku liczyła 208 105 mieszkańców.